# 2023 UEFA 유로파컨퍼런스리그 결승전
2023 UEFA 유로파컨퍼런스리그 결승전은 UEFA 유로파컨퍼런스리그의 두번째 결승전이다. 경기는 2023년 6월 7일에 체코 프라하에 위치한 포르투나 아레나에서 열렸다.
이 경기의 승리 팀은 2023-24년 UEFA 유로파리그 조별 예선에 진출하게 된다.

## 팀
| 팀                  | 이전 결승 기록 (굵은 글씨는 해당 년도 우승이다.) |
| ------------------- | ------------------------------------------------ |
| 피오렌티나          | 없음                                             |
| 웨스트햄 유나이티드 | 없음                                             |

## 개최지 선정

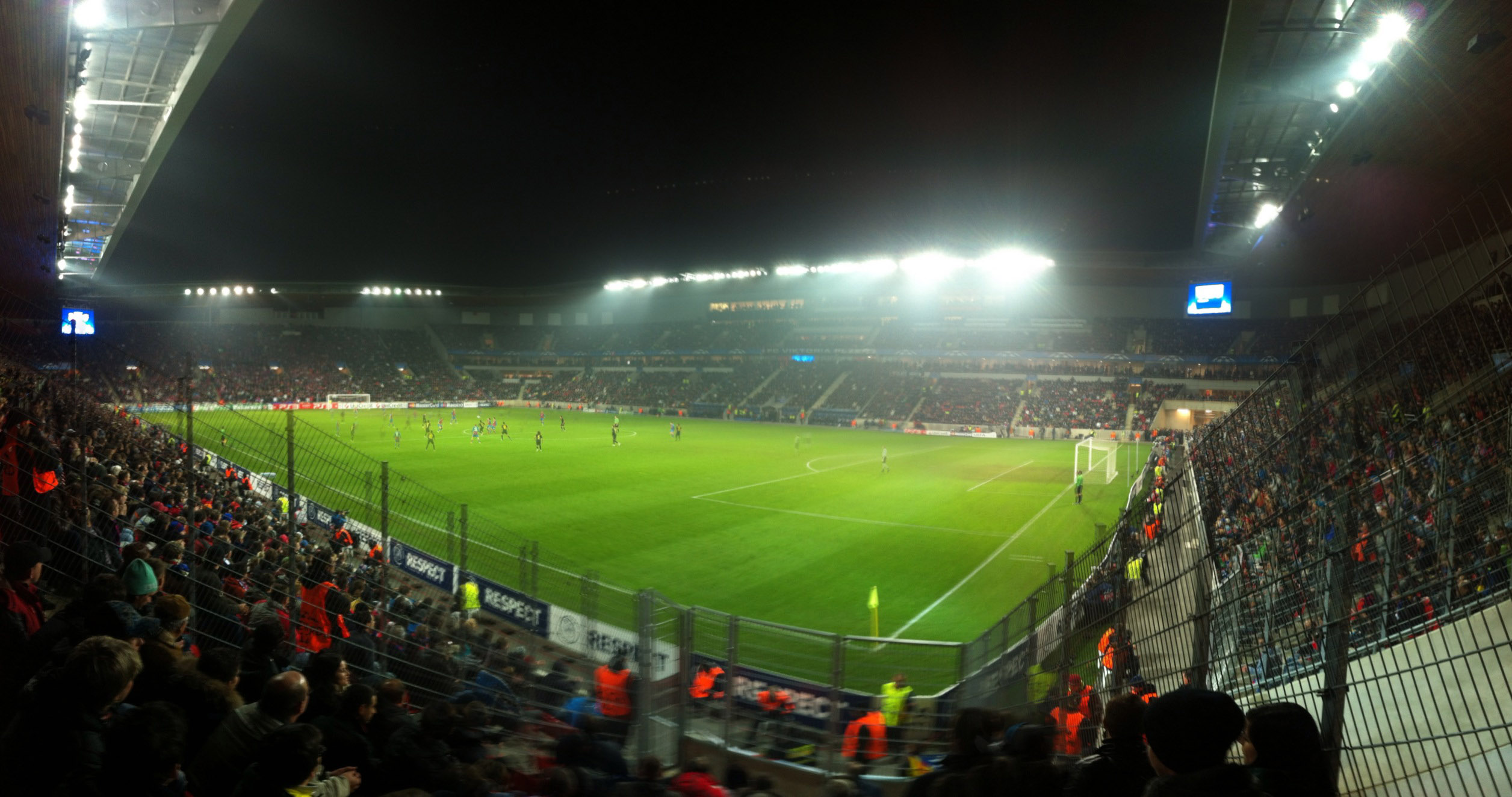
유로파컨퍼런스리그 결승전 경기가 열린 프라하의 포르투나 아레나.

포르투나 아레나는 이전에 2013년 UEFA 슈퍼컵과 결승전을 포함한 2015년 UEFA U-21 축구 선수권 대회 4경기를 개최하였다.
UEFA는 2022년과 2023년 UEFA 유로파컨퍼런스리그 결승전 개최지를 선정하기 위해 공개 입찰 절차를 시작했다. 결승전 개최에 관심이 있는 협회는 2020년 2월 20일까지 관심을 표명하고 서류를 제출해야 한다.
UEFA는 이후 2022 UEFA 유로파컨퍼런스리그 결승전 개최 후보 도시 목록을 다음과 같이 공개했다.
| 국가         | 경기장                 | 도시       | 수용 인원 | 비고                                                                                      |
| ------------ | ---------------------- | ---------- | --------- | ----------------------------------------------------------------------------------------- |
| 알바니아     | 아레나 콤버타레        | 티라나     | 22,500    | 2019년과 2020년 UEFA 슈퍼컵 개최 후보 및 2022년 결승전 개최지로 선정                      |
| 프랑스       | 스타드 조프루아 기샤르 | 생테티엔   | 41,965    | UEFA 유로 1984년과 2016년, 그리고 1998년 FIFA 월드컵, 2003년 FIFA 컨페더레이션스컵 개최지 |
| 그리스       | 판크리티오 스타디움    | 이라클리오 | 26,240    | 2004년 올림픽 축구 토너먼트 개최지                                                        |
| 북마케도니아 | 토셰 프로에스키 아레나 | 스코페     | 33,460    | 2017년 UEFA 슈퍼컵 개최지                                                                 |

유럽 축구 연맹(UEFA) 집행위원회는 2020년 12월 3일에 열린 회의에서 이 결정을 내릴 예정이었으나, UEFA는 2022년 결승전 개최지만 확정한 뒤 다시 입찰 절차를 진행하기로 하였다. 결승전 개최에 관심이 있는 협회는 2021년 9월 30일까지 입찰 의사를 표명해야 하고 2022년 2월 23일까지 서류를 제출해야 한다. 총 6개의 협회가 결승전 개최에 관심을 표명하였다.
| 국가       | 경기장               | 도시            | 수용 인원 | 비고                                                                  |
| ---------- | -------------------- | --------------- | --------- | --------------------------------------------------------------------- |
| 키프로스   |                      |                 |           |                                                                       |
| 체코       | 포르투나 아레나      | 프라하          | 20,800    | 2013년 UEFA 슈퍼컵 개최지 및 2015년 UEFA U-21 축구 선수권 대회 개최지 |
| 그리스     | 아야 소피아 스타디움 | 네아 필라델피아 | 32,000    | 공사중                                                                |
| 이스라엘   |                      |                 |           |                                                                       |
| 북아일랜드 | 윈저 파크            | 벨파스트        | 18,614    | 2021년 UEFA 슈퍼컵 개최지                                             |
| 슬로바키아 | 테헬네 폴레          | 브라티슬라바    | 22,500    |                                                                       |

유럽 축구 연맹(UEFA) 집행위원회는 2022년 5월 10일 오스트리아 빈에서 열린 회의에서 포르투나 아레나를 개최지로 확정하였다.

## 결승전까지 가는 길
Note: 아래 모든 결과들에서, 결승전 진출팀들의 스코어는 먼저 주어진다. (H: 홈; A: 원정; N: 중립)
| 순위 | 팀                   | 경기 | 승점 |
| ---- | -------------------- | ---- | ---- |
| 1    | 이스탄불 바샥셰히르  | 6    | 13   |
| 2    | 피오렌티나           | 6    | 13   |
| 3    | 하트 오브 미들로디언 | 6    | 6    |
| 4    | RFS                  | 6    | 2    |

| 순위 | 팀                  | 경기 | 승점 |
| ---- | ------------------- | ---- | ---- |
| 1    | 웨스트햄 유나이티드 | 6    | 18   |
| 2    | 안데를레흐트        | 6    | 8    |
| 3    | 실케보르            | 6    | 6    |
| 4    | FCSB                | 6    | 2    |

## 경기
| 피오렌티나     | 1 - 2  | 웨스트햄 유나이티드              |
| -------------- | ------ | -------------------------------- |
| 보나벤투라 67′ | 리포트 | 62′ (페널티) 벤라흐마 · 90′ 보언 |

| 피오렌티나 | 웨스트햄 유나이티드 |

| GK                | 1  | 피에트로 테라차노          |     |       |
| RB                | 2  | 도도                       |     |       |
| CB                | 4  | 니콜라 밀렌코비치          | 75′ |       |
| CB                | 16 | 루카 라니에리              |     | 84′   |
| LB                | 3  | 크리스티아노 비라기 (주장) |     |       |
| CM                | 34 | 소피안 암라바트            | 85′ |       |
| CM                | 38 | 롤란도 만드라고라          | 66′ | 90+3′ |
| AM                | 5  | 자코모 보나벤투라          |     |       |
| RW                | 22 | 니콜라스 곤살레스          |     |       |
| LW                | 99 | 크리스티앙 쿠아메          |     | 61′   |
| CF                | 7  | 루카 요비치                |     | 46′   |
| 교체:             |    |                            |     |       |
| GK                | 31 | 미첼레 체로폴리니          |     |       |
| DF                | 15 | 알렉사 테르지치            |     |       |
| DF                | 23 | 로렌초 베누티              |     |       |
| DF                | 28 | 루카스 마르티네스 콰르타   |     |       |
| DF                | 98 | 이고르                     |     | 84′   |
| MF                | 8  | 리카르도 사포나라          |     | 61′   |
| MF                | 32 | 앨프리드 덩컨              | 67′ |       |
| MF                | 42 | 알레산드로 비안코          |     |       |
| MF                | 72 | 안토닌 바라크              |     | 90+3′ |
| FW                | 9  | 아르투르 카브라우          |     | 46′   |
| FW                | 11 | 조나탕 이코네              |     |       |
| FW                | 77 | 요시프 브레칼로            |     |       |
| 감독:             |    |                            |     |       |
| 빈첸초 이탈리아노 |    |                            |     |       |

| GK              | 13 | 알퐁스 아레올라      |       |       |
| RB              | 5  | 블라디미르 초우팔    |       |       |
| CB              | 4  | 퀴르트 주마          |       | 61′   |
| CB              | 27 | 나예프 아게르드      | 53′   |       |
| LB              | 33 | 이메르송 팔미에리    |       |       |
| CM              | 28 | 토마시 소우체크      |       |       |
| CM              | 41 | 데클런 라이스 (주장) |       |       |
| AM              | 11 | 루카스 파케타        |       |       |
| RW              | 20 | 재러드 보언          | 90+7′ |       |
| LW              | 22 | 사이드 벤라흐마      | 31′   | 76′   |
| CF              | 9  | 미카일 안토니오      |       | 90+4′ |
| 교체:           |    |                      |       |       |
| GK              | 1  | 우카시 파비안스키    |       |       |
| DF              | 2  | 벤 존슨              |       |       |
| DF              | 3  | 에런 크레스웰        | 90+1′ |       |
| DF              | 21 | 안젤로 오그본나      |       | 90+4′ |
| DF              | 24 | 틸로 케러            |       | 61′   |
| MF              | 8  | 파블로 포르날스      |       | 76′   |
| MF              | 10 | 마누엘 란시니        |       |       |
| MF              | 12 | 플린 다운스          |       |       |
| MF              | 62 | 프레디 포츠          |       |       |
| FW              | 14 | 막스웰 코르네        |       |       |
| FW              | 18 | 대니 잉스            |       |       |
| FW              | 72 | 디빈 무바마          |       |       |
| 감독:           |    |                      |       |       |
| 데이비드 모예스 |    |                      |       |       |

- 최우수 선수: 재러드 보언 (웨스트햄 유나이티드)

| 부심: 파우 세브리안 데비스 (스페인) 과달루페 포라스 아유소 (스페인) 대기심: 헤수스 힐 만사노 (스페인) 예비 부심: 디에고 바르베로 세비야 (스페인) 비디오 보조심판(VAR): 후안 마르티네스 무누에라 (스페인) 보조 비디오 보조심판(VAR): 알레한드로 에르난데스 에르난데스 (스페인) 티아구 마르팅스 (포르투갈) | 경기 규칙 - 전후반 90분 동안 경기를 진행한다. - 전후반 90분 상황에서 동점이면 연장전 30분을 진행한다. - 연장전에서도 동점이면 승부차기를 진행한다. - 교체 선수 명단은 12명까지 올릴 수 있으며 한 팀당 최대 5명까지 교체할 수 있다. 연장전에 들어간 경우에는 최대 6명까지 교체할 수 있다. 각 팀에게는 3번의 선수 교체 기회가 주어지며 연장전에 한해 4번째 선수 교체 기회가 주어진다. 단 하프타임, 연장전 시작 이전, 연장전 하프타임에 일어난 선수 교체는 제외된다. |

## 같이 보기
- 2022-23년 UEFA 유로파컨퍼런스리그
- 2023 UEFA 챔피언스리그 결승전
- 2023 UEFA 유로파리그 결승전
- 2023년 UEFA 슈퍼컵